# Jean Romain

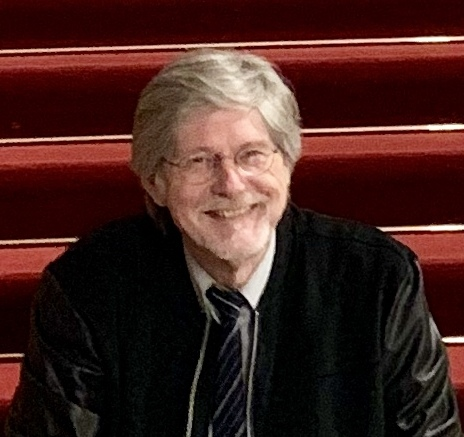
Jean Romain

Jean Romain Putallaz (*  9. November 1952 in Sion, Kanton Wallis) ist ein Schweizer
Schriftsteller und Politiker.

## Leben
Jean Romain wuchs in Sion auf und besuchte das Collège de l’Abbaye in Saint-Maurice. Er studierte französische Literatur und Philosophie an den Universitäten von Lausanne, Freiburg und Genf. Am Genfer Collège Rousseau war er von 1978 bis 2013 als Gymnasiallehrer tätig. Sein Bruder, der Philosoph François-Xavier Putallaz (* 1957), ist Titularprofessor an der Universität Freiburg. Um jede Verwechslung mit ihm zu vermeiden, liess Jean Romain ab 1986 seinen Familiennamen weg.
Jean Romain ist seit 2009 für die FDP Mitglied des Genfer Grossen Rats, 2018/19 als dessen Präsident.

## Auszeichnungen
- 1992: Prix Rambert

## Werke

### Romane
- Marie la nuit. Éditions de l’Aire, Lausanne 1987
- Euryclès d’Athènes. L’Aire, Lausanne 1989
- Les Chevaux de la pluie. L’Aire, Lausanne 1991
- Le Sixième Jour. Éditions L’Âge d’Homme, Lausanne 1993
- Les Vaisseaux d’Ulysse. L’Âge d’Homme, Lausanne 1994
- Une journée chez Épicure. Brepols, Paris 1996
- Croquemitaine. L’Âge d’Homme, Lausanne 1999
- Le Bibliothécaire. L’Âge d’Homme, Lausanne 2003
- Pour l’amour des dieux. Favre, Lausanne 2005
- L’Anneau de Nabatène. L’Âge d’Homme, Lausanne 2007
- Rejoindre l’horizon. L’Âge d’Homme, Lausanne 2008

### Erzählungen
- Le Pont. Lausanne 1988
- Raconte-moi la route. Slatkine, Genf 2020

### Essays
- Présence de Jacques Mercanton. L’Aire, Lausanne 1989
- Jacques Mercanton, un univers romanesque. Éditions Universitaires, Freiburg 1991
- La Dérive émotionnelle. L’Age d’Homme, Lausanne 1998
- Le Temps de la déraison ou l’Illusion contemporaine. L’Âge d’Homme, Lausanne 2000
- Lettre ouverte à ceux qui croient encore en l’école. L’Âge d’Homme, Lausanne 2001
- Pour qui sonne le même, précédé de Accrocs. Xenia, Vevey 2006
- Ploukitudes (mit Stéphane Berney). Slatkine, Genf 2017